# Eine Frage der Würde (Film)
Eine Frage der Würde (Verweistitel: Blaga’s Lessons; Originaltitel: Уроците на Блага Urozite na Blaga) ist ein sozialrealistisches Filmdrama von Stefan Komandarew. Der Film mit Eli Skortschewa in der Titelrolle als frisch verwitwete, ehemalige Lehrerin, die zum Opfer von Kriminellen wird, feierte Anfang Juli 2023 beim Internationalen Filmfestival Karlovy Vary seine Premiere und kam Ende Januar 2024 in die deutschen Kinos. Eine Frage der Würde wurde von Bulgarien als Beitrag für die Oscarverleihung 2024 als bester Internationaler Film eingereicht.

## Handlung

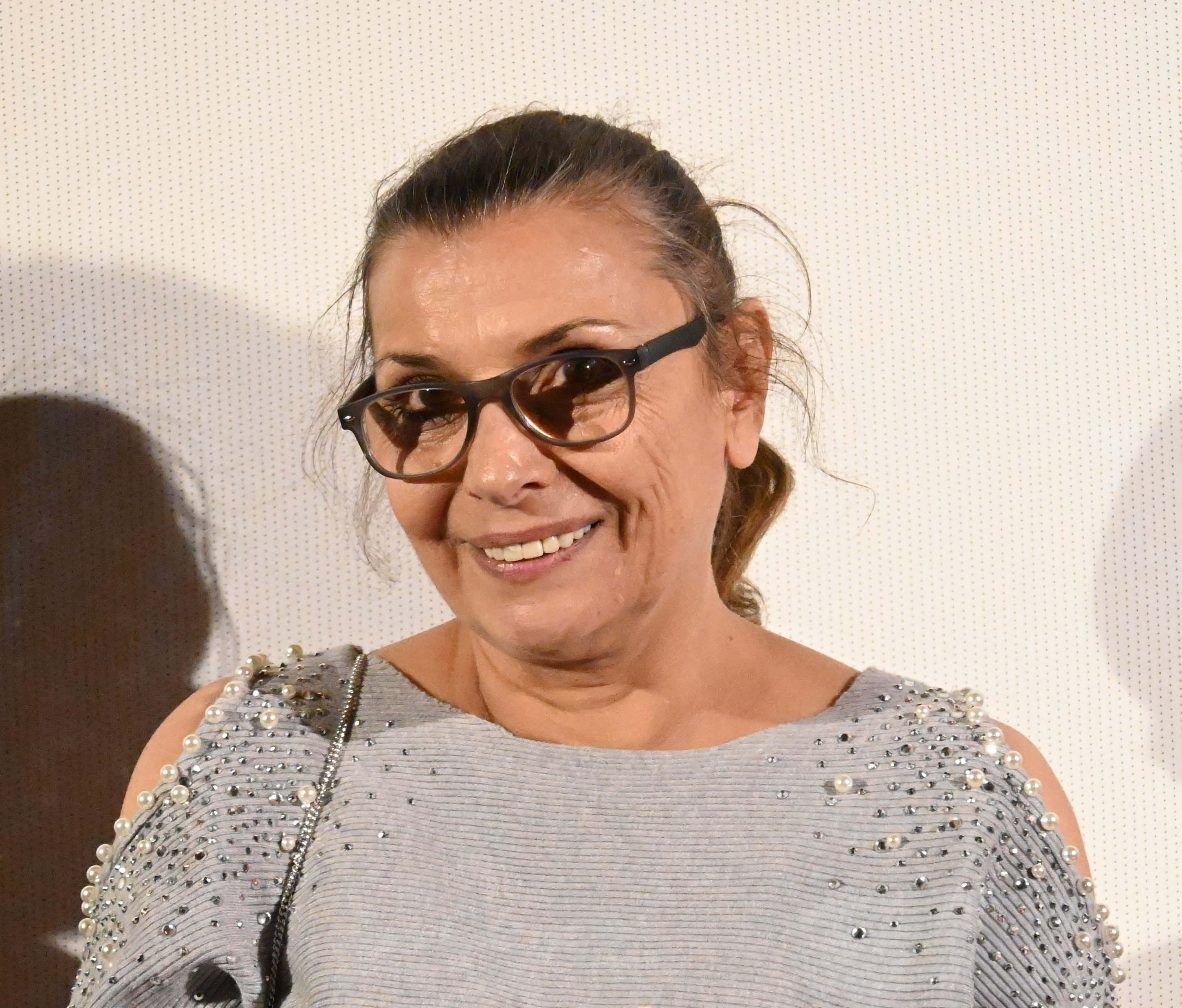
Eli Skortschewa spielt in der Titelrolle Blaga Naumova

Die 70-jährige Blaga lebt allein in einer kleinen Wohnung in Schumen. Die pensionierte Lehrerin trauert um ihren kürzlich verstorbenen, geliebten Ehemann Hristo, einen ehemaligen Polizisten. Sie will ein Doppelgrab kaufen, auf dem sie ihren Mann spätestens 40 Tage nach seinem Tod begraben lassen will. Telefonbetrüger stehlen dann jedoch alle ihre Ersparnisse, indem sie sich als Polizisten ausgeben. Auf der Wache wird ihr erklärt, dass ihr Geld verloren ist und laden sie auf eine Infoveranstaltung ein, auf der sie vor anderen Betroffenen und Interessierten von ihrer Erfahrung erzählen soll. Blaga ist die Situation peinlich, eine Boulevardzeitung berichtet am Folgetag despektierlich vom Diebstahl bei der angesehenen Lehrerin.
Der Friedhofsverwalter wartet auf das Geld und fordert von ihr weitere Zahlungen. Blaga bekommt nur eine kleine Rente und hat eine Schülerin, der sie Bulgarisch-Stunden gibt. Die junge Frau ist aus einem Kriegsgebiet geflohen und muss ihre Bulgarischprüfung bestehen, um eingebürgert zu werden. Blaga versucht vergeblich, Kredite zu bekommen und verschiedene Jobs anzunehmen, wird aber bei allen abgelehnt, da sie zu alt ist. Sie verkauft alle ihre Wertsachen und leiht Geld bei einem Kredithai, um beim Friedhofsverwalter anzuzahlen, damit er das Grab nicht anders vergibt. Schließlich bittet sie ihre Schülerin, eine Anzeige als Kurierfaherin einzustellen, auf die die Telefonbetrüger aufmerksam werden sollen. Die Betrüger rufen sie an und werben sie als Fahrerin (Mule) an. Blaga holt dabei das Geld ab und bekommt 10 % des erbeuteten Geldes. So kommt sie schnell an viel Geld. Bei einem Diebstahl wird sie gesehen, kann das Geld aber trotzdem an die Betrüger weitergeben. Als sie auf einen Anruf des Auftraggebers nicht schnell genug reagiert, droht er ihr. Beim nächsten Opfer wird Blaga nicht nur gesehen, sondern auch fast aufhalten. In Panik flieht sie, reagiert nicht auf den Anruf des Betrügers und behält das ganze erbeutete Geld. Damit bezahlt sie das Doppelgrab. Am gleichen Tag besucht sie ihre Schülerin, um mit ihr die bestandene Prüfung zu feiern. Als Blaga sie kurz alleine in der Wohnung lässt, kommen die Betrüger und schlagen die Schülerin zusammen, die sie für den Mule halten. Als Blaga ins Treppenhaus kommt und die Hilfeschreie hört, dreht sie um und geht.

## Produktion

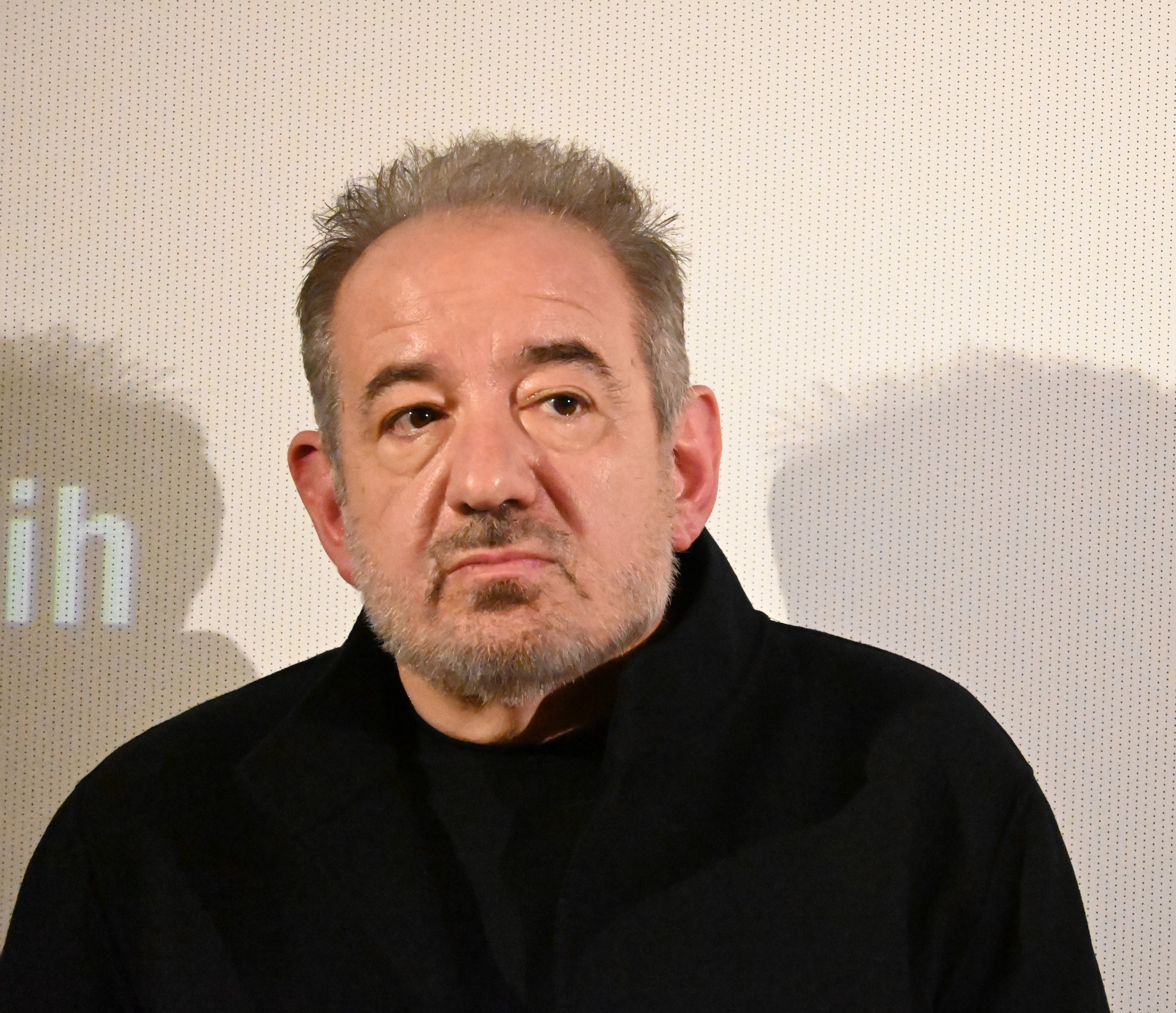
Regisseur Stefan Komandarew

Regie führte Stefan Komandarew. Es handelt sich um den elften Lang- beziehungsweise Spielfilm des Bulgaren. Bekannt ist er vor allem für den Kriminalfilm V krag, der unter anderem 2020 beim Festival des mittel- und osteuropäischen Films mit dem Hauptpreis ausgezeichnet wurde. Der Film bildet zusammen mit Directions – Geschichten einer Nacht (Посоки / Posoki) und Rounds (В кръг) eine Trilogie.
Der internationale Filmtitel Blaga’s Lessons (engl. für „Blagas Lektionen“) ist ein Wortspiel, da Blaga einerseits einer aus Bergkarabach geflohenen Frau Bulgarisch-Stunden gibt, sie aber andererseits selbst einige Lektionen lernen muss.
Die Premiere von Eine Frage der Würde fand am 3. Juli 2023 beim Internationalen Filmfestival Karlovy Vary statt. Anfang Oktober 2023 wurde er beim Filmfest Hamburg gezeigt und Ende des Monats beim Rome Film Fest. Im Januar 2024 wurde er beim Palm Springs International Film Festival gezeigt. Der Kinostart in Deutschland war am 25. Januar 2024. Ende Januar, Anfang Februar 2024 wurde er beim Göteborg Film Festival gezeigt. Im April 2024 wird der Film im Rahmen der Reihe New Directors / New Films vorgestellt, einem gemeinsamen Filmfestival des New Yorker Museum of Modern Art und der Film Society of Lincoln Center.

## Rezeption

### Kritik
Die Filmkritik hob vor allem Skorchevas darstellerische Leistung hervor. Der Film sei insgesamt „pechschwarz“ mit einem grauenvollen Ende und erzähle „erbarmungslos die sozialen Missstände im heutigen Bulgarien“. Er sei aber gleichzieig eine „scharfsinnige Charakterstudie“ der harten Frau, die erkennt, dass sie selber Fehler macht. Außerdem wurden die handwerkliche Qualität des Films und seine „nüchternen Bilder“ gelobt.

### Auszeichnungen
Eine Frage der Würde wurde von Bulgarien als Beitrag für die Oscarverleihung 2024 als bester Internationaler Film eingereicht und befand sich in der Vorauswahl zum Europäischen Filmpreis 2023. Im Folgenden weitere Nominierungen und Auszeichnungen.
Adelaide Film Festival 2023
- Nominierung im Feature Fiction Competition
- Lobende Erwähnung (Eli Skortschewa)[13]

CinÉast 2023
- Auszeichnung mit dem Special Jury Prize (Stefan Komandarew)
- Auszeichnung mit den Critics’ Prize (Stefan Komandarew)[14]

Gijón International Film Festival 2023
- Nominierung in der Sektion Albar[15]

Göteborg Film Festival 2024
- Nominierung im Internationalen Wettbewerb[16]

Internationales Filmfestival Karlovy Vary 2023
- Auszeichnung mit dem Kristallglobus (Stefan Komandarew)
- Auszeichnung als Beste Schauspielerin im Internationalen Wettbewerb (Eli Skortschewa)

Rome Film Fest 2023
- Nominierung im Progressive Cinema Competition[6]
- Auszeichnung mit dem Großen Preis der Jury[17][18]

Satellite Awards 2023
- Nominierung als Bester internationaler Spielfilm[19]

Sofia International Film Festival 2024
- Auszeichnung als Bester bulgarischer Spielfilm (Stefan Komandarev)
- Auszeichnung mit dem Award of the Bulgarian Guild of Film Critics (Stefan Komandarev)[20]